# 蒙塔尼 (弗里堡州)
蒙塔尼（法語：Montagny，法語發音：[mɔ̃taɲi]）是瑞士弗里堡州的一个市镇，位於該國西部，面積17.52平方公里，海拔高度563米，2011年人口2,083，八成人口信奉羅馬天主教，人口密度每平方公里119人。

## 外部連結
- Official website （页面存档备份，存于） （法文）